# Neenstetten
Neenstetten è un comune tedesco di 842 abitanti, situato nel land del Baden-Württemberg.